# Eva-Maria Liimets
Eva-Maria Liimets (Tallinn, 1974. május 31.) észt diplomata és politikus, 2021. január 26-tól 2022. június 3-ig Észtország külügyminisztere volt. 2017–2021 között Észtország nagykövete volt Csehországban, Szlovéniában és Horvátországban.

## Életrajza
A Tartui Egyetemen tanult államtudományi szakon. Az egyetemet 1996-ban végezte el.
1997-ben lett Észtország külügyminisztériumának munkatársa. 1999-től 2003-ig Észtország római nagykövetségének gazdasági attaséja. 2003–2006 között az észt külügyminisztérium munkatársa Tallinnban. Közben a tallinni Estonian Business Schoolban (EBS) nemzetközi üzleti tanulmányokat folytatott, az EBS-ben 2005-ben kapott diplomát. 2006-tól ismét külszolgálatot teljesített, Észország washingtoni nagykövetségének munkatársa volt első titkári rangban, később elsőbeosztotti beosztásban. 2009-től 2014-ig Észtország Külügyminisztériumának nemzetközi szervezetekért felelős igazgatóságát vezette. 2014-től 2017-ig újra az Egyesült Államokban teljesített diplomáciai szolgálatot New York-i főkonzulként. 2017-2018-ban az észt külügyminisztérium európai uniós ügyekért felelős igazgatóságának tanácsosa volt. 2017-től 2021-ig Észtország nagykövete volt Csehországban, mellette prágai állomáshellyel Szlovéniába és Horvátországba akkreditált nagykövet volt.
2021. január 26-án Kaja Kallas kormányában külügyminiszterré nevezték ki. Beosztását párton kívüliként látja el, de a tisztségre a Centrumpárt jelölte. 2022 júniusában a koalíciós kormány felbomlásával megszűnt a külügyminiszteri megbízatása.
2022 augusztusától az Észt Nemzetközi Fejlesztési Központ (ESTDEV) keleti partnerségi részlegének stratégiai tanácsadója.
A Centrumpárt jelöltjeként indult a 2023-as észtországi parlamenti választáson a 4. sz. választási körzetben, azonban csak 138 szavazatot kapott és nem szerzett mandátumot.

## magánélete
Elvált, házasságából egy lánya (Katherina) született 1993-ban egy. Angolul, németül, olaszul és oroszul beszél. Hobbija a futás és a kosárlabda.